# Арефа Эфиопский
Арефа (греч. Αρέθας, араб.  الحارث بن كعب‎ — Аль-Харит бен Кааб; казнён в 523 году) — христианский мученик. Известен также как Арефа Негранский. День памяти — 24 октября (6 ноября) в Православной церкви; в Эфиопской церкви — 26 хэдара (22/23 ноября).

## Биография
Правитель и глава христианской общины йеменского города Негран. Погиб вместе с 4299 своими согражданами во время гонений омаритского царя-иудея Йосефа Асара Ясара (известен как Зу Нувас, или Дунаан) во время химьяритско-эфиопских войн.
Стал главой местной общины христиан после кончины награнского епископа Павла, не имея духовного сана. Являлся светским правителем города и его окрестностей, причём в этом он наследовал своему отцу. Когда началась война с Аксумом, царь потребовал прислать всё ополчение Неграна, которое вернулось с полпути, узнав о начавшемся по повелению царя истреблении всех находившихся в Химьяре христиан. Царь увидел в этом бунт и осадил город.
После осады и взятия города осенью 523 года Арефа предстал перед царём. Он отказался отречься от своей веры и смело обличал иудейского владыку, вселяя мужество в своих земляков. По приказу царя Арефу и всех остальных негранцев сожгли (по другой версии, обезглавили) в одном из пересохших русел реки (по другой версии, в специально вырытом для этого рву).

## Почитание на Руси
О раннем распространении почитания св. Арефы на Руси свидетельствуют упоминания о нём в рукописях XI века: память отмечена в месяцеслове Остромирова Евангелия 1056—1057 годов, служба с каноном Феофана содержится в Четьи-Минее 1096 года.
Часть мощей была перевезена из Константинополя в Киево-Печерский монастырь в 1073 году.
В 1-й половине XII века был осуществлён перевод краткого жития, включенный в Нестишной Пролог.
В 1-й половине XIV века краткое житие было вновь переведено и включено уже в состав Стишного Пролога.
Пространное житие было переведено примерно в XII веке.